# Скайраннінг
Скайраннінг (англ. Skyrunning — «біг на висоті», «висотний біг») являє собою спосіб пересування у гірській місцевості на висоті вище 2000 метрів над рівнем моря по рельєфу. Траса скайраннінгу не складніше другої категорії складності по альпіністській класифікації, з ухилом, який не перевищує 40 градусів.

## Історія
У 1990-х роках італійський альпініст Маріно Джіакометті і його друзі організували забіги на альпійські вершини Монблан і Монте Роза. У 1995 р. було створено Федерацію висотних забігів, а в 1996 р. спорту було присвоєно назву «Skyrunning». З 2008 р. керівництвом і розвитком скайраннінгу займається Міжнародна Федерація скайраннінгу (англ. International Skyrunning Federation), що діє під егідою UIAA (Міжнародний союз альпіністських асоціацій)

## Правила та види
Скайраннінг поділяється на кілька дисциплін: Висотний марафон (англ. SkyMarathon), Висотна гонка (англ. SkyRace) і Вертикальний кілометр (англ. Vertica lKiloмeter) — зареєстровані офіційні дисципліни. Учасників називають терміном «скайраннер» (англ. Skyrunner).
Дисципліни скайраннінгу:
- Висотний Марафон — забіг з підйомом від 2000 м і протяжністю від 30 км до 42 км. Дистанція проходить по стежках, льодовиках, каменям, може перевищувати висоту 4000 м н.р.м. При перевищенні параметрів вважається Ультрависотним марафоном (англ. Ultra SkyMarathons);
- Висотна гонка — забіги на висоті від 2000 до 4000 м н.р.м., від 20 км до 30 км максимум;
- Вертикальний кілометр — забіг з перепадом висоти 1000 м дистанцією не більше 5 км.

## Офіційні міжнародні змагання Федерації скайраннінгу
- Світова серія скайраннінгу (англ. Skyrunner World Series) — щорічний цикл міжнародних змагань, що проводяться окремо в кожній з дисциплін, на підставі яких спортсменам присуджуються рейтингові очки.
- Чемпіонат світу з скайраннінгу — проводиться раз на 4 роки окремо в кожній з дисциплін. Крім офіційних національних команд, взяти участь може будь-хто.
- Континентальні чемпіонати з скайраннінгу — проводяться раз на 2 роки. Крім офіційних національних команд, взяти участь може будь-хто.
- Висотні гри — проходять кожні 4 роки, збігаючись у часі з літніми Олімпійськими іграми. У Висотних іграх можуть брати участь тільки офіційні національні команди.
- Національні серії із скайраннінгу (англ. Skyrunner National Series) — сукупність змагань зі скайраннінгу, що проводяться на території конкретної країни, взяти участь в яких може будь-хто.
- Національні змагання із скайраннінгу — щорічні національні змагання, що проводяться національною спортивною федерацією зі скайраннінгу. Взяти участь у змаганнях можуть тільки громадяни країни.

## Ресурси Інтернету
- International Skyrunning Federation — Міжнародна Федерація Скайраннингу

## Виноски
1. 1 2   Правила Міжнародної Федерації висотних забігів (ISF)